# Moses Harman
Moses Harman, né le 12 octobre 1830 et mort le 30 janvier 1910, est un anarchiste et féministe américain.
Partisan du contrôle des naissances et de l’union libre, il fait de son journal Lucifer, The Light-Bearer, une tribune libre de discussion en faveur de la liberté sexuelle.
Condamné quatre fois en vertu du Comstock Act, il passe de nombreuses années en prison.

## Biographie

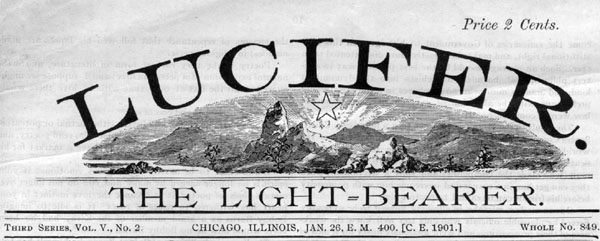
Lucifer, The Light-Bearer, 1883-1907.

D’abord libéral et libre penseur, Moses Harman devient anarchiste et l’avocat de la révolution sexuelle, de l’amour libre, du droit des femmes et du contrôle des naissances.
Il est l’éditeur avec sa fille Lilian, de l’hebdomadaire Lucifer, The Light-Bearer (Lucifer, Le Porteur de Lumière) qui publie de nombreux textes sur l’anarchisme et l’athéisme, organise des réunions publiques et des débats sur le mariage, la sexualité et le féminisme auxquelles participent notamment Emma Goldman.
En 1887, sa fille se « marie » en union libre, c'est-à-dire un mariage privé où ni l’Église, ni l’État n’a de rôle à jouer. À cette même cérémonie, Moses refuse l’usage commun de donner sa fille en mariage, précisant qu’elle était la propriétaire de sa propre personne.

### Harcèlement judiciaire etComstock Act
En février 1887, il est arrêtés, en vertu du Comstock Act, à la suite de la publication d'une lettre assimilant les relations sexuelles imposées dans le cadre du mariage à un viol. Un procureur du district de Topeka formula 216 actes d'accusation.
En 1890, seul responsable de Lucifer, il est à nouveau arrêté sur la base d'un article similaire écrit par un généraliste de New-York. En conséquence, il passe la plus grande partie des six années suivantes en prison. Face à son incarcération, Voltairine de Cleyre crée une pétition pour qu'il soit délivré et invite le public à la signer dans son discours intitulé L'Esclavage sexuel tenu à Philadelphie,.
En 1896, Lucifer, The Light-Bearer est toujours harcelé par le Postal Service des États-Unis qui saisit et détruisit de nombreux numéros du journal.
En mai 1905, il est à nouveau arrêté pour avoir publié deux articles, The Fatherhood Question (La question de la paternité) et More Thoughts on Sexology (Plus de pensées sur la sexologie) de Sara Crist Campbell.
En 1906, alors âgé de 75 ans, il est condamné à un an de travaux forcés. Emprisonné d'abord à Chicago, il est envoyé, le 1er mars, à la prison Joliet en Illinois. Sa santé se détériore rapidement. Le 28 juin, il est ensuite transféré à la prison fédérale à Leavenworth, la prison Joliet étant infestée de tuberculose.
Le 26 décembre 1906, il est libéré après 10 mois et trois jours de travaux forcés. Sa libération marque la fin des poursuites judiciaires à son encontre, bien qu'il continue à consacrer les colonnes de Lucifer à la cause de liberté sexuelle.

## Commentaire
Selon Jesse F. Battan de la California State University : « Moses Harman, rédacteur du journal Lucifer prônant l’amour libre, le Light-Bearer affirma en 1897, que toute forme de conflit social et d’exploitation économique, de l’étalon-or aux salaires immérités et intérêts volés par les « classes dirigeantes» au travail des masses, était simplement une continuité de la « séquence logique » établie par une « vieille conspiration profondément installée contre la liberté et la justice, connue sous le nom d’institution du mariage ». Redéfinissant les enjeux associés à la question de la femme et en ajoutant la « question sexuelle » à cette cuisine, ils rejetèrent la monogamie patriarcale et la famille nucléaire et appelaient de fait à une autonomie sexuelle pour les femmes, le contrôle des naissances et la réforme eugéniste. »

## Œuvres
- Free press : arguments in support of Demurrer ti the indicment of M. Harman, E.C. Walker and Geo Harman, Valley Falls, 1889.
- The next revolution : or women’s emancipation from sex slavery, Valley Falls, 1890-1891.
- Love in freedom, Chcago, 1901.
- A free man's creed : discussion of love in freedom as opposed to institutional marriage, Los Angeles, The Journal of Eugenics, 1900, notice CIRA.
- Motherhood in freedom, Chicago, 1900.
- Institutional mariage, Chicago, 1901.

### Posthume
- Avec Voltairine de Cleyre, On Marriage : Sex slavery, Bastard born & They who marry do ill, Philadelphia, Monkeywrench Press, 1995, notice CIRA.

## Notices
- Notice dans un dictionnaire ou une encyclopédie généraliste :   - American National Biography
- Notices d'autorité :   - VIAF
  - LCCN
  - WorldCat
- Dictionnaire international des militants anarchistes : Moses Harman.
- Centre international de recherches sur l'anarchisme (Lausanne) : notice.
- (en) Moses Harman. Free-thought journalist. 1830-1910, Kansas Historical Society, 2004, notice biographique.
- (en) William Lemore West, The Moses Harman Story, Kansas Historical Quarterlies, 1971, notice biographique.